# Herman Schoonderwalt
Herman Schoonderwalt (Eindhoven, 23 de dezembro de 1931 – Bosch en Duin, 15 de junho de 1997) foi um músico de jazz, saxofonista, clarinetista, líder big band e compositor holandês.

## Discografia
- The Winner, Philips, 1964
- Everywhere You Go, Negram
- Saximental Journey, Polydor, 1973
- Romantic, Omega, 1976
- Sounds of Silence, Promotion Pictures, 1993
- The Romantic Sax Album, A Brilliant Compact Dic, 1995/1996